# Communication-Jeunesse
 (septembre 2020).
 (janvier 2020).
Communication-Jeunesse est un organisme sans but lucratif fondé en 1971 au Québec. Il se consacre à la promotion de la littérature québécoise et canadienne-française pour la jeunesse.

## Mission
Communication-Jeunesse a pour mission de promouvoir la lecture et la littérature québécoise pour la jeunesse à travers tout le Québec et la francophonie canadienne. Pour ce faire, il met sur pied des projets pour « développer leur goût pour la lecture et de s’initier au monde de la littérature jeunesse ».

## Vision
Communication-Jeunesse aspire à encourager la lecture chez les jeunes et à faire reconnaître la littérature jeunesse à sa juste valeur. L'organisme rassemble des acteurs de tous les secteurs du livre pour la jeunesse au Québec : auteurs, illustrateurs, animateurs, éditeurs, éducateurs, enseignants, bibliothécaires, libraires, intervenants culturels et chercheurs. À cela s’ajoutent les 300 clubs de lecture qu’il soutient,,.

## Axes de développement
Communication-Jeunesse s'adresse aux professionnels, aux parents et aux jeunes en matière de littérature jeunesse. L'organisme offre un programme de formations aux professionnels, un programme d'animation de lecture, des rencontres d'auteurs et des sélections de livres semestrielles.
L'organisme offre des formations aux professionnels œuvrant auprès des jeunes, telles que les enseignants, bibliothécaires et animateurs. Ces formations visent à approfondir leurs connaissances en littérature jeunesse et à leur fournir des outils pratiques pour animer des activités de lecture. Parmi les formations proposées, on peut retrouver :
- Le High/Low, proposant des livres au style d'écriture accessible pour les ados en difficulté de lecture[6].
- Lire, un plaisir à partager, destinée aux intervenants souhaitant promouvoir le plaisir de la lecture auprès des jeunes de 0 à 17 ans[7].
- Raconter pour captiver, cet atelier se concentre sur l'art de la narration, fournissant aux participants des techniques pour captiver leur audience lors de séances de lecture[8].

## Palmarès Communication-Jeunesse des livres préférés des jeunes
Le palmarès Communication-Jeunesse des livres préférés des jeunes est un prix littéraire que Communication-Jeunesse a créé en 1988.
Il comprend trois catégories : Livromagie (6 à 9 ans), Livromanie (9 à 12 ans) et Réseau CJ (12 à 17 ans).

### Lauréats (1984-2018)[10]
| Année | Livromagie (6 à 9 ans)                 | Livromanie (9 à 12 ans)                          | Réseau CJ (12 à 17 ans)            |
| 1984  |                                        |                                                  | Louise Leblanc                     |
| 1985  |                                        |                                                  | Chantal Cadieux                    |
| 1986  |                                        |                                                  | Arlette Cousture                   |
| 1987  |                                        |                                                  | Raymond Plante                     |
| 1988  |                                        |                                                  | Michèle Marineau                   |
| 1989  | Marie-Francine Hébert                  | Bertrand Gauthier                                | Lucy Maud Montgomery               |
| 1990  | Robert Munsch                          | Denis Côté                                       | Chrystine Brouillet                |
| 1991  | Geneviève Lemieux                      | Chrystine Brouillet                              | Marie-Francine Hébert              |
| 1992  | Dominique Jolin                        | Louise Leblanc                                   | Marie-Francine Hébert              |
| 1993  | Geneviève Lemieux                      | Dominique Demers                                 | Dominique Demers                   |
| 1994  | Dominique Jolin                        | Denis Côté                                       | Dominique Demers et Anique Poitras |
| 1995  | Dorothée Roy                           | Dominique Demers                                 | Anique Poitras                     |
| 1996  | Dominique Jolin et Carole Tremblay     | Raymond Parent                                   | Sylvie Desrosiers                  |
| 1997  | Robert Munsch                          | François Gravel                                  | Tania Boulet                       |
| 1998  | Patti Farmer                           | Dominique Demers                                 | Danièle Desrosiers                 |
| 1999  | Robert Munsch                          | Pierre Filion                                    | Anique Poitras                     |
| 2000  | Paulette Bourgeois                     | Dominique Demers                                 | Norah McClintock                   |
| 2001  | Luc Durocher                           | Alain M. Bergeron                                | Élyse Poudrier                     |
| 2002  | Gilles Tibo et Philippe Germain        | Dominique Demers                                 | Tania Boulet                       |
| 2003  | Jacques Godbout et Pierre Pratt        | Danielle Simard                                  | Michèle Marineau                   |
| 2004  | Carole Tremblay et Céline Malépart     | Roger Des Roches et Carl Pelletier               | Josée Pelletier                    |
| 2005  | Marie-Claude Favreau et Élaine Turgeon | François Gravel et Pierre Pratt                  | Bryan Perro                        |
| 2006  | Dominique Demers et Catherine Lepage   | Johanne Mercier, Reynald Cantin et Hélène Vachon | Élaine Turgeon et Stéphane Poulin  |
| 2007  | Alain M. Bergeron et Philippe Germain  | Laurent Chabin                                   | India Desjardins                   |
| 2008  | Mélanie Watt (en)                      | Carole Tremblay                                  | India Desjardins                   |
| 2009  | Mélanie Watt (en)                      | Yvon Brochu                                      | India Desjardins                   |
| 2010  | Mélanie Watt (en)                      | Yvon Brochu                                      | maryse Dubuc et Marc Delafontaine  |
| 2011  | Élise Gravel                           | Maryse Peyskens                                  | Linda Amyot                        |
| 2012  | Annie Groovie                          | Alain M. Bergeron et Samuel Parent               | Michel J. Lévesque                 |
| 2013  | Mélanie Watt (en)                      | Laurent Chabin                                   | Michel J. Lévesque                 |
| 2014  | Élise Gravel                           | Andrée Poulin                                    | Maryse Dubuc et Marc Delafontaine  |
| 2015  | Élise Gravel                           | Élise Gravel                                     | Camille Bouchard                   |
| 2016  | André Marois et Pierre Pratt           | Mélanie Watt (en)                                | Simon Boulerice                    |
| 2017  | Angèle Delaunois et Claire Anghinolfi  | François Gravel                                  | Marilou Addison                    |
| 2018  | Élise Gravel et Magali Le Huche        | Christian Martin                                 | Patrick Isabelle                   |

En 2011, Communication-jeunesse est récipiendaire du Prix Raymond-Plante. Ce prix souligne l'apport unique et l'engagement remarquable d'un citoyen ou d'une corporation qui œuvre dans un des domaines suivants : la littérature jeunesse, l'industrie du livre et l'éducation.